# Pošumavská jižní dráha
| Streckenlänge: | 0,105 km             |                                                |                                                |
| Spurweite: | 1435 mm (Normalspur) |                                                |                                                |
| |                      |                                                |                                                |
| \| \| \| Bahnstrecke Waldkirchen–Haidmühle \| \| \| \| 25,3 \| Haidmühle 845 m \| Haidmühle 845 m \| \| \| \| Streckenende in Deutschland \| \| \| \| 26,9 \| Ruttenbach, Nebenfluss der Kalten Moldau[1] 805 m \| Ruttenbach, Nebenfluss der Kalten Moldau[1] 805 m \| \| \| \| Streckenende in Tschechien \| \| \| \| \| Eisenbahnmuseum \| \| \| \| \| Nové Údolí (Neuthal) \| \| \| \| \| nach Černý Kříž–Volary \| \| |                      |                                                |                                                |
| Strecke (außer Betrieb) |                      | Bahnstrecke Waldkirchen–Haidmühle              | Bahnstrecke Waldkirchen–Haidmühle              |
| Bahnhof (Strecke außer Betrieb) | 25,3                 | Haidmühle 845 m                                | Haidmühle 845 m                                |
| |                      | Streckenende in Deutschland                    |                                                |
| Grenze auf Brücke | 26,9                 | Ruttenbach, Nebenfluss der Kalten Moldau 805 m | Ruttenbach, Nebenfluss der Kalten Moldau 805 m |
| |                      | Streckenende in Tschechien                     |                                                |
| |                      | Eisenbahnmuseum                                |                                                |
| Bahnhof |                      | Nové Údolí (Neuthal)                           | Nové Údolí (Neuthal)                           |
| Strecke |                      | nach Černý Kříž–Volary                         | nach Černý Kříž–Volary                         |

Die Pošumavská jižní dráha (PJD) ist eine Museumsbahn auf dem Streckenabschnitt Haidmühle–Wallern der ehemaligen
Vereinigten Böhmerwald-Lokalbahnen.

## Beschreibung
Zwischen dem Bahnhof Nové Údolí (dt. Neuthal) und dem Ende der Grenzbrücke in Deutschland besteht ein zweiteiliges Eisenbahnmuseum. Exponate und Informationen über die Gesamtstrecke sind in drei alten Güterwagen untergebracht, die am Gleisende der ČD stehen.
Nach einer Gleisunterbrechung, über die auch die Straße zwischen den nicht mehr benutzten Grenzkontrollstellen führt, beginnt die Museumsbahn. Die PJD bezeichnet sich selbst als die kürzeste internationale Eisenbahn der Welt. Die Strecke ist 105 Meter lang und verbindet tschechisches und deutsches Gebiet. Es kann nur in Tschechien zugestiegen werden, die Strecke ist nicht mehr mit dem Netz der ČD verbunden. Eine Fahrt mit der Bahn dauert 24 Sekunden.

## Bilder der Museumsbahn

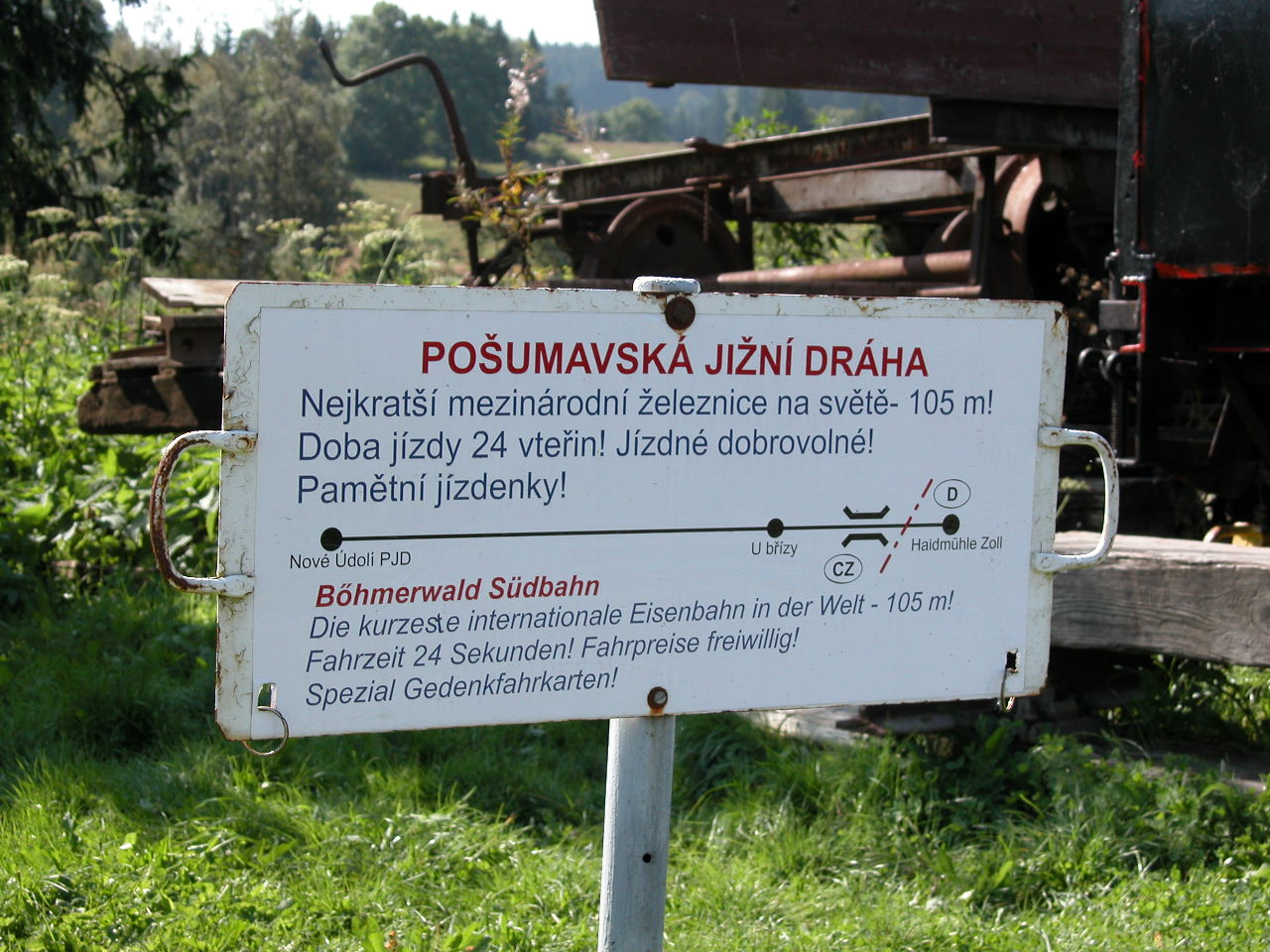
Begrüßungsschild
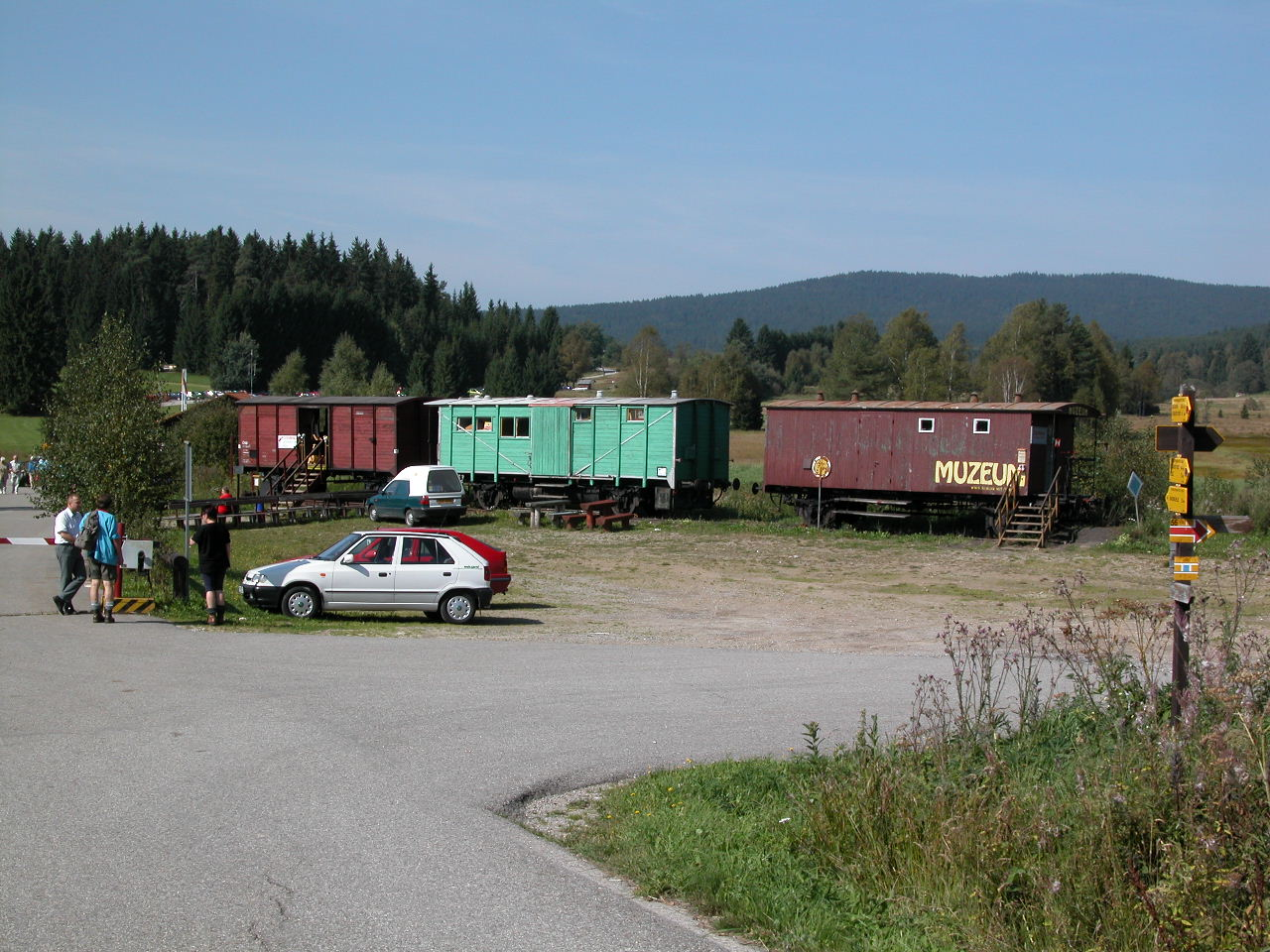
Museum
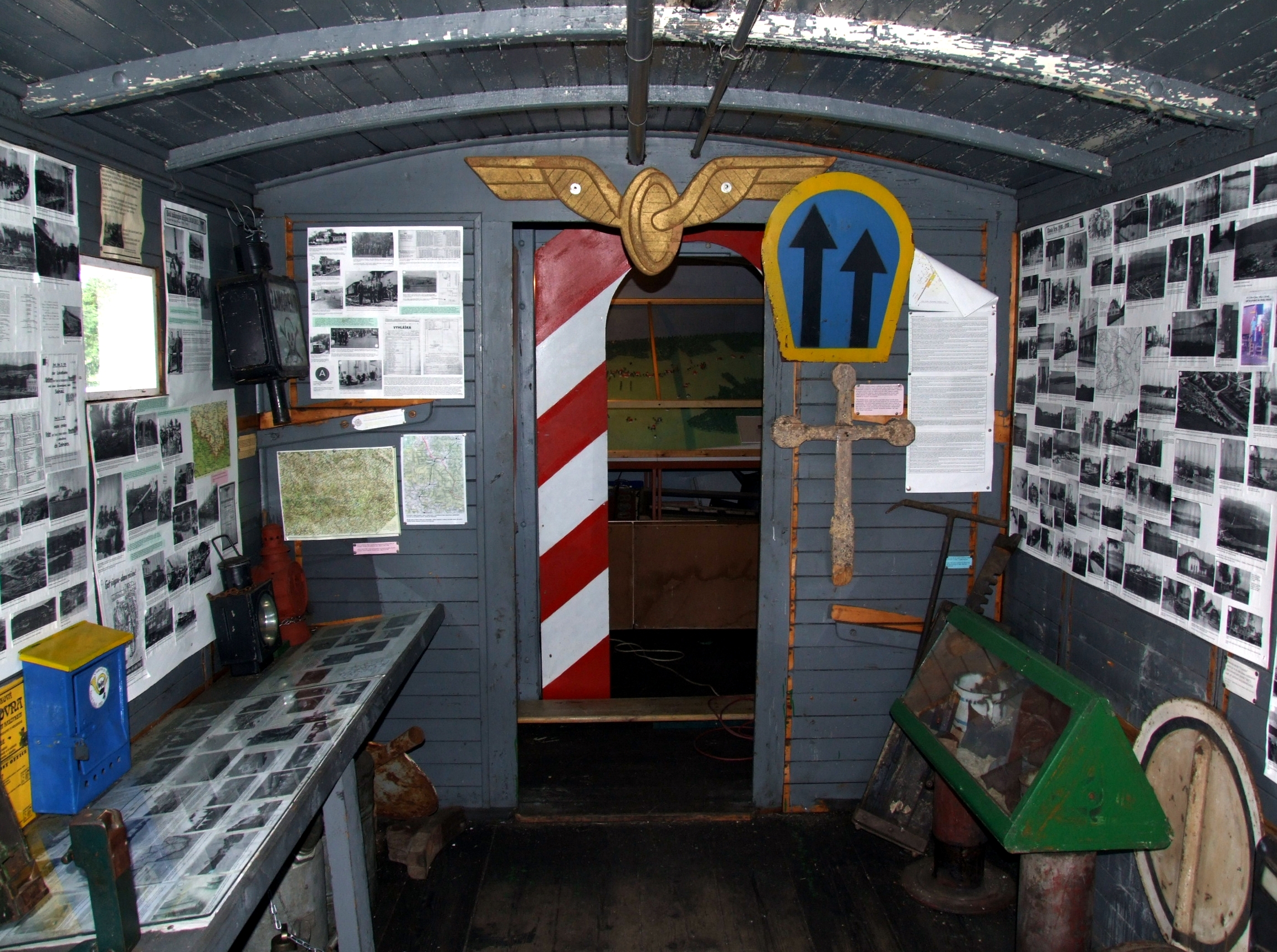
Museum
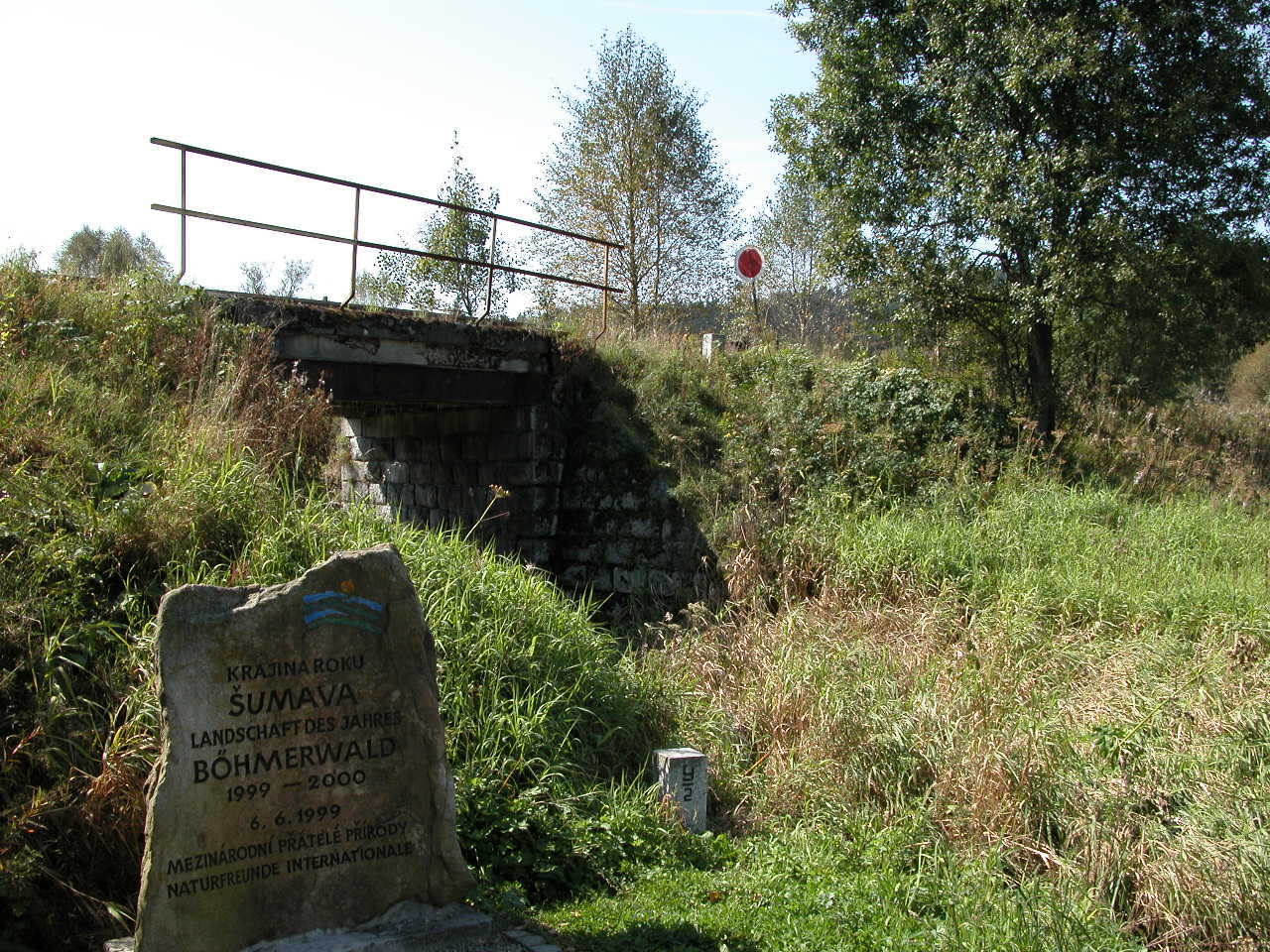
Grenzbrücke
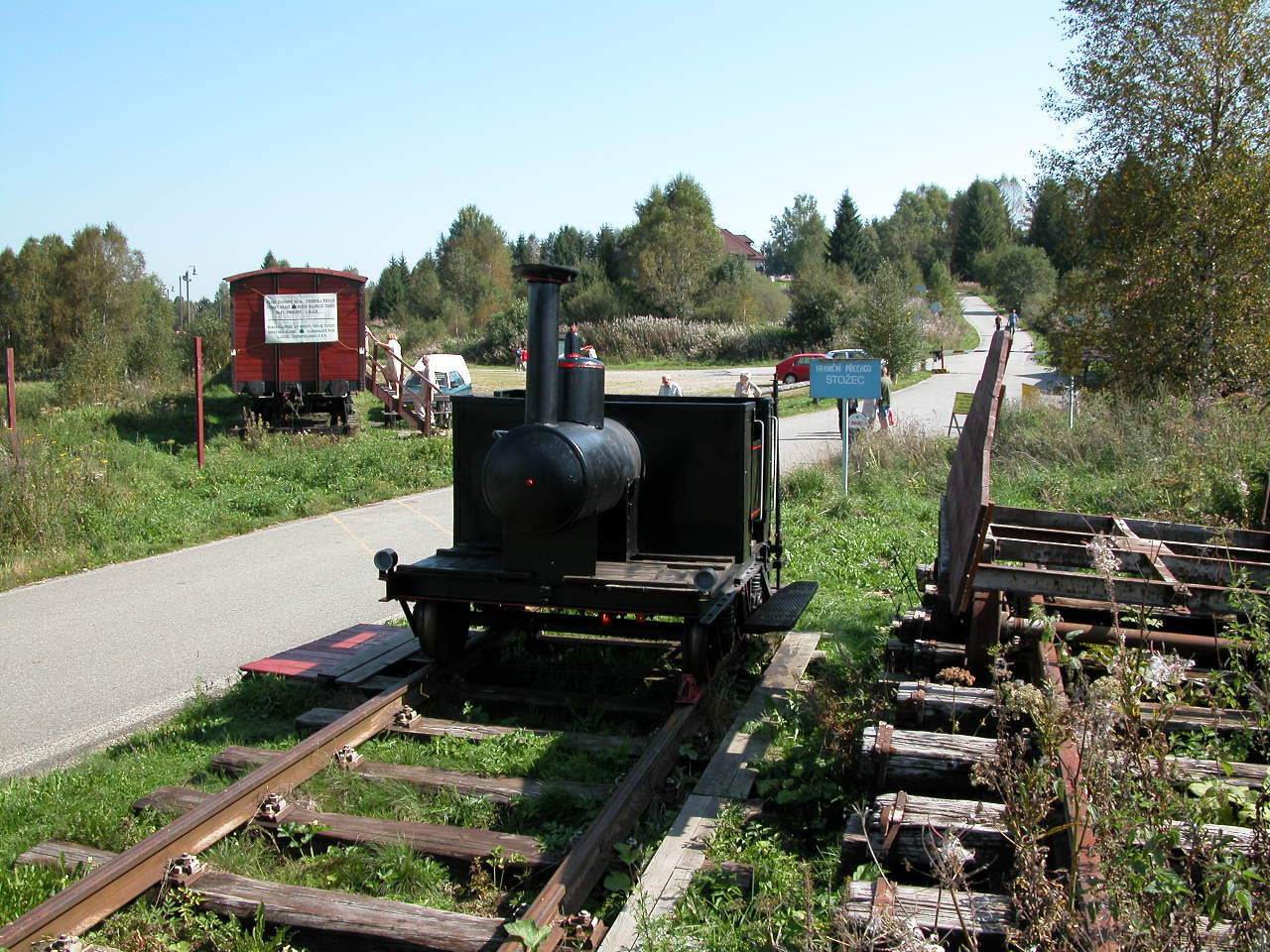
Museumsdampflok